# Blue Crush 2 – No Limits
Blue Crush 2 – No Limits ist ein 2011 veröffentlichter US-amerikanischer Surf-Film. Der Film ist die Fortsetzung des Films Blue Crush (2002) und wurde direkt für den DVD-Markt produziert. Die Hauptfigur ist die junge Surferin Dana, die eine Surftour durch Südafrika unternimmt, um ihrer verstorbenen Mutter die letzte Ehre zu erweisen.

## Handlung
Die junge Surferin Dana lebt als Halbwaise mit ihrem Vater in Bel Air, nachdem ihre Mutter an Krebs  gestorben ist. Aus Angst, seine Tochter ebenfalls zu verlieren, ist ihr Vater überfürsorglich. Nach einem Streit liest Dana das alte Tagebuch ihrer Mutter, die darin schreibt, wie sehr sie davon träumt, in der Südafrikanischen Küstenstadt Jeffreys Bay zu surfen und dass sie ihrer Tochter gerne die südafrikanischen Surfspots zeigen würde. 
Dana beschließt, mit dem Surfbrett ihrer Mutter heimlich nach Südafrika zu reisen, um die Surfspots zu besuchen, wie ihre Mutter es wollte. Im Flugzeug lernt Dana Grant kennen und in Durban begegnet sie der Surferin Pushy, die versucht, in das Roxy-Team aufgenommen zu werden. Die beiden freunden sich an und surfen gemeinsam am Surfstrand der Stadt. Im Wasser treffen sie Tara, die Dana die Vorfahrt nimmt und dabei unbeabsichtigt ihr Surfbrett zerstört. 
Am Strand bemerkt Dana, dass ihr Spind aufgebrochen wurde. Pushy hält Dana davon ab, nach Hause zurückzukehren und bietet ihr an, bei ihr zu wohnen. Pushy lebt in selbstgebauten Holzhäusern zusammen mit anderen Surfern, unter anderem auch Tara, an einem Strand in der Nähe von Durban. Dort lernt Dana Tim kennen, der die Holzsiedlung gegründet hat.
Pushy und Dana starten ihren Surftrip und fahren mit einem von Grant geliehenen Geländewagen zu verschiedenen Spots, von denen Danas Mutter in ihrem Tagebuch berichtet hat. Während dieser Zeit kommen sich auch Dana und Tim näher. Danas Vater hat unterdessen seinen Job gekündigt, um sich auf die Suche nach seiner Tochter zu machen. 
Als Dana und Pushy in einem Township unterwegs sind, entdecken sie, dass Grant mit Elfenbein handelt und kehren ihm den Rücken. Am Tag darauf während alle noch schlafen, rücken Abrissfahrzeuge an. Die Bewohner schaffen es mit ihren Surfbrettern gerade noch aus den Häusern, bevor diese zerstört werden. Mit dem ausgemusterten Reisebus, den Tim bewohnt, fahren sie von Durban nach Jeffreys Bay. Dort trifft Dana auf ihren Vater und versöhnt sich wieder mit ihm. Pushy besteht die Prüfung eines Surfcastings und wird in das Roxy-Team aufgenommen. Dana schüttet anschließend die Asche ihrer Mutter ins Meer. Am nächsten Morgen surft Dana die „Supertubes“, die Wellen, die sich ihre Mutter immer erträumt hatte.

## Bemerkungen
Obwohl die Darstellerinnen des Filmes einige Surfszenen selbst gedreht haben, wurden die anspruchsvolleren Szenen von Profisportlern gedoublet, darunter Sofía Mulánovich und Sally Fitzgibbons.

## Rezeption
Der Film erhielt überwiegend negative Kritiken. Die Nordwest-Zeitung urteilte, die „schönen Bilder von malerischen Sonnenuntergängen und kurvenreichen Surferinnen“ könnten über die „schwache Story und die dämlichen Dialoge“ nicht hinwegtäuschen.

„Kate Bosworth bleibt dem Ozean fern, doch die Neue macht ihre Sache auch nicht schlecht im diesmal vor südafrikanischen Kulissen angesiedelten und auch dort produzierten Sequel zum erfolgreichen Surferspektakel für junge Damen. Im Mittelpunkt steht die Selbstfindung eines Teenagers, auch werden diverse spannende Nebenkonflikte eröffnet, doch die Höhepunkte sind natürlich die beeindruckend fotografierten Wellenritte. Auch ohne nähere inhaltliche Bezüge zum nominellen Vorgänger ein guter Griff für Surfer und Freunde starker Mädchendramen.“